# ゼベダイの子
ゼベダイの子らは新約聖書に登場するイエスの弟子、使徒ヤコブ（大ヤコブ）と使徒ヨハネの兄弟2人を指す。共観福音書によれば、ガリラア地方で父ゼベダイのもとで漁師をしていた。同じく漁師であったシモン（ペトロ）、アンデレ兄弟に続き、イエスが宣教を開始したころからの弟子。
『マルコによる福音書』によれば2人はイエスにボアネルゲス（雷の子）と名付けられた。『ルカによる福音書』には、イエス一行を歓迎しないサマリアの町に天から火を降らせて焼き払おうと、彼らが提案するエピソードが語られている
『ヨハネによる福音書』にはヤコブの名も、ヨハネの名も現れず、復活したイエスがティベリアス湖で7人の弟子に現れる場面にのみ「ゼベダイの子たち」として登場する。

## ゼベダイの子らの母
ゼベダイの子らの母は『マタイによる福音書』にのみ、2箇所にだけ登場する。
最初に登場するのは、わが子ヤコブとヨハネを将来イエスの左右の座に就けるよう願い出る場面。並行記事である『マルコによる福音書』では、彼らの母親は登場しない。
もう1箇所は、マグダラのマリアらとともにイエスの磔刑を見守る場面である。